# 1905 no futebol
A seguir, são apresentados os eventos de futebol do ano 1905 em todo o mundo.

## Clubes fundados no ano
- 1 de janeiro - Independiente ( Argentina).[1]
- 10 de março - Chelsea ( Inglaterra).
- 3 de abril - Boca Juniors ( Argentina).[2]
- 13 de maio - Sport Recife ( Brasil).[3]
- 4 de agosto: Club Estudiantes de La Plata ( Argentina).

## Campeões nacionais
- Argentina - Alumni
- Bélgica - Union
- Escócia - Celtic
- Hungria - Ferencvárosi
- Inglaterra - Newcastle United
- Irlanda - Glentoran
- Itália - Juventus
- Suécia - Örgryte IS
- Suíça  - Grasshopper
- Uruguai - CURCC

Outros campeões
- Copa del Rey - Real Madrid

## Campeões regionais (Brasil)
- Bahia - Internacional de Cricket
- São Paulo - Paulistano